# Karel Blažej Kopřiva
Karel Blažej Kopřiva, també Koprziwa (Cítoliby, prop de Praga, 9 de febrer de 1756 - 16 de maig de 1785) fou un organista i compositor txec, era fill de (Vaclav Ene) Kopriva (1708 - 1789).
El seu pare i el seu germà també eren músics i compositors. Karel posseïa un gran talent així com una gran personalitat, que influí en la vida musical de la seva població nadiua. El Diccionari dels Músics de Dlabbac el considera com un dels millors estudiants i dels millors organistes i compositors de Praga. Durant els seus estudis a la capital txeca, s'integrà en els cercles de la cultura musical al voltant de l'església de Sant Francesc i l'església de la verge Maria (abans de Tyn), on el seu professor Josef Seger fou organista.
Kopriva passà la seva vida com a organista i mestre de música de a Citoliby, tenint diversos alumnes entre ells a Maxandt, va compondre per les masses en primer lloc i sabia com emprar la seva extraordinària imaginació harmònica i polifònica en les seves obres. Potser la seva obra més important fou el seu Réquiem en Do menor.